# Jan Blacha
Jan Blacha (ur. 25 stycznia 1915 w Klimontowie, zm. 4 maja 1998) – polski górnik, działacz komunistyczny.

## Życiorys
Syn Bolesława i Katarzyny. Podczas  II wojny światowej działał we francuskim ruchu oporu i Francuskiej Partii Komunistycznej. Pracując jako górnik w kopalni w Barlin był organizatorem strajków górniczych we Francji pod okupacją. Był autorem referatu „Budujemy oddział PPR we Francji”. Był jednym z głównych działaczy Polskiej Partii Robotniczej – Oddział we Francji, organizatorem Komisji Organizacyjnej PPR–OF, założonej pod koniec stycznia 1946, został jej I sekretarzem (1946–1948). W lutym 1944, jako działacz Organizacji Pomocy Ojczyźnie, w miejscowości Joudreville był założycielem pierwszego okręgowego zjazdu PKWN we wschodniej Francji. W lutym 1948 został aresztowany w związku z działalnością sabotażową, po czym zwolniony.
Po powrocie do Polski został działaczem PZPR. W 1948 zatrudniony w Wydziale Sprawozdawczym KC PZPR w Warszawie. Był słuchaczem Centralnej Szkoły PPR/PZPR w Łodzi od 1948 do 1949 i Centralnej Szkoły PZPR w Warszawie od 1955 do 1956. Od czerwca do listopada 1949 był I sekretarzem Komitetu Powiatowego PZPR w Jeleniej Górze, od grudnia 1949 do lutego 1950 II sekretarzem Komitetu Powiatowego PZPR w Wałbrzychu, od lutego 1950 do stycznia 1955 I sekretarzem Komitetu Powiatowego PZPR w Wołowie, od listopada 1956 do listopada 1960 I sekretarzem Komitetu Powiatowego PZPR w Nowej Rudzie. W latach 60. był zatrudniony w Wojewódzkiej Komisji Kontroli Partyjnej Komitetu Wojewódzkiego PZPR we Wrocławiu, gdzie od grudnia 1960 do kwietnia 1967 był instruktorem, a od maja 1967 do marca 1970 starszym instruktorem.
Zmarł 4 maja 1998; został pochowany na Cmentarzu Osobowickim we Wrocławiu (pole 79-Aleja Zasłużonych-604).

## Ordery i odznaczenia
- Krzyż Srebrny Orderu Virtuti Militari (5 kwietnia 1946)[7]